# Rue Martin-Luther
La rue Martin-Luther (en alsacien : Thomasgass) est une voie de Strasbourg, rattachée administrativement au Quartier Gare - Kléber. Dans l'alignement du pont Saint-Thomas, elle va du quai Saint-Thomas à la place Saint-Thomas, formant l'angle avec la rue de la Monnaie et se prolongeant par la rue Salzmann. Elle se trouve au cœur du centre historique de la communauté protestante de Strasbourg, constitué autour de l'église Saint-Thomas et du Séminaire.

## Toponymie

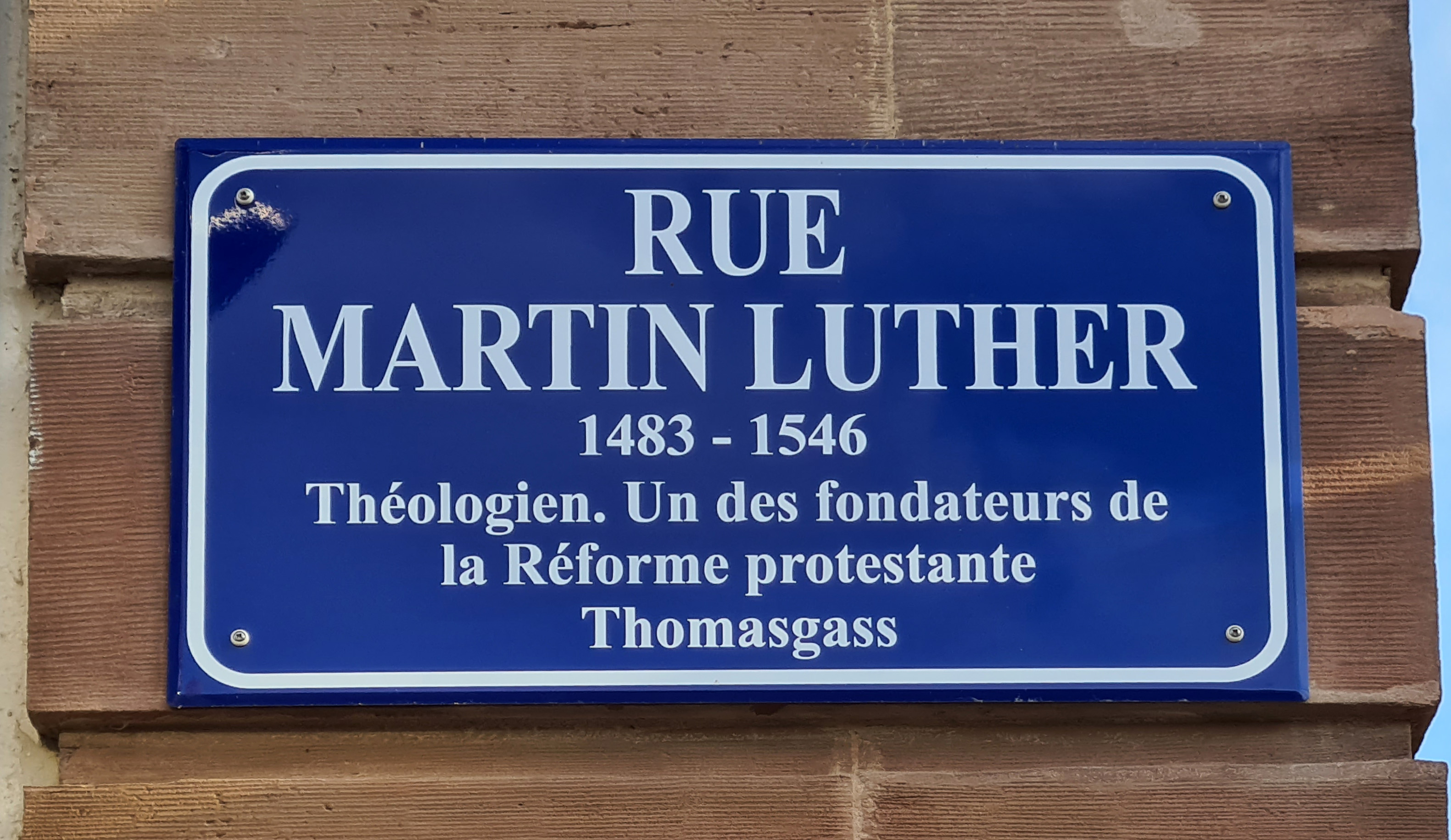
Plaque bilingue, en français et en alsacien.

Au fil des siècles, les dénominations se sont succédé, en latin, en allemand ou en français : Juxta pontem St Thomae (1300, XIVe siècle), rue du Corps de Garde de Saint Thomas (1786), rue des Armées de la République (1794), place Saint-Thomas (1856), rue Saint-Thomas (1858), Sankt-Thomas-Gasse (1872), rue Saint-Thomas (1918, 1945), Sankt-Thomas-Gasse (1940), rue Martin-Luther (1978). 
Relativement récente, cette dernière appellation rend hommage au réformateur Martin Luther, dans une ville très tôt acquise à ses idées, quoique Luther lui-même ne se rendit jamais en Alsace.
Des plaques de rues bilingues, à la fois en français et en alsacien, ont été mises en place par la municipalité à partir de 1995. C'est le cas de la Thomasgass, qui conserve son nom historique.

## Bâtiments remarquables
En 1860, l'historien et théologien Charles Schmidt entreprend de recenser les maisons canoniales du quartier. À la fin du XIXe siècle, Adolphe Seyboth conclut, pour cette rue, que « tous les immeubles qui la composent appartiennent au Chapitre». 

### Numéros impairs
nos 1 et 3Les changements successifs dans la numérotation laissent subsister quelques incertitudes, mais plusieurs sources,,indiquent que la  maison curiale se trouvait tout près du pont. Puis venaient la boulangerie et les greniers du Chapitre (pistrinum et granarium, 1210) et enfin la trésorerie, nommée Zum Eselskopf (« À la Tête d'Àne »), mentionnée en 1401. Ces maisons ont successivement porté les nos 5 et 6, puis 1 et 9 et enfin 1 et 3.
Le no 1 est reconstruit entre 1858 et 1863 par l'architecte-entrepreneur Chrétien Auguste Arnold. Très sobre, il possède trois balcons au premier étage, celui du milieu se trouvant sur un plan coupé. Le no 3, avec une entrée symétrique au premier bâtiment est construit un peu plus tardivement. Entre les deux édifices, une porte cochère percée dans le mur d'enceinte permet d'accéder à la cour.

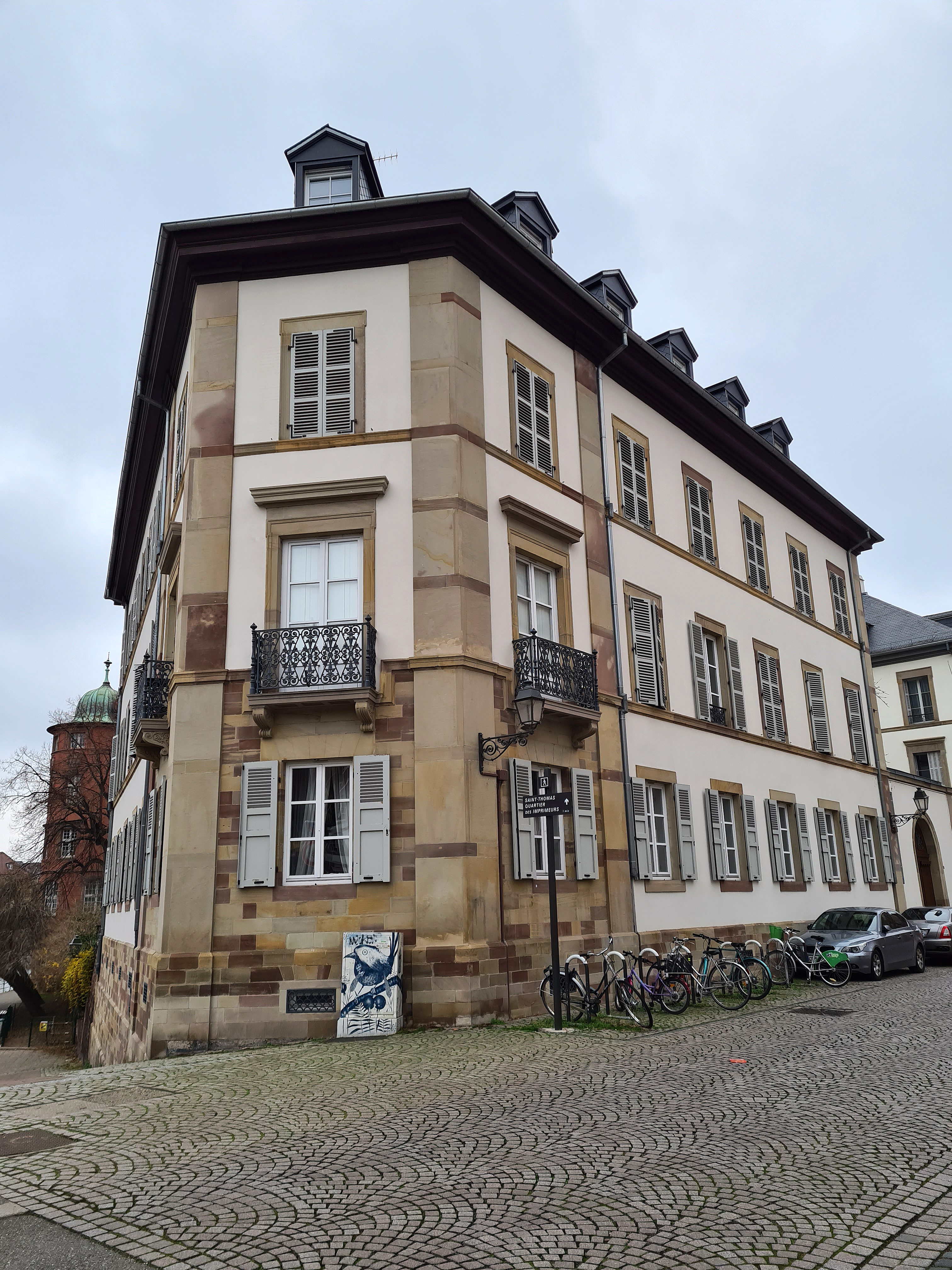
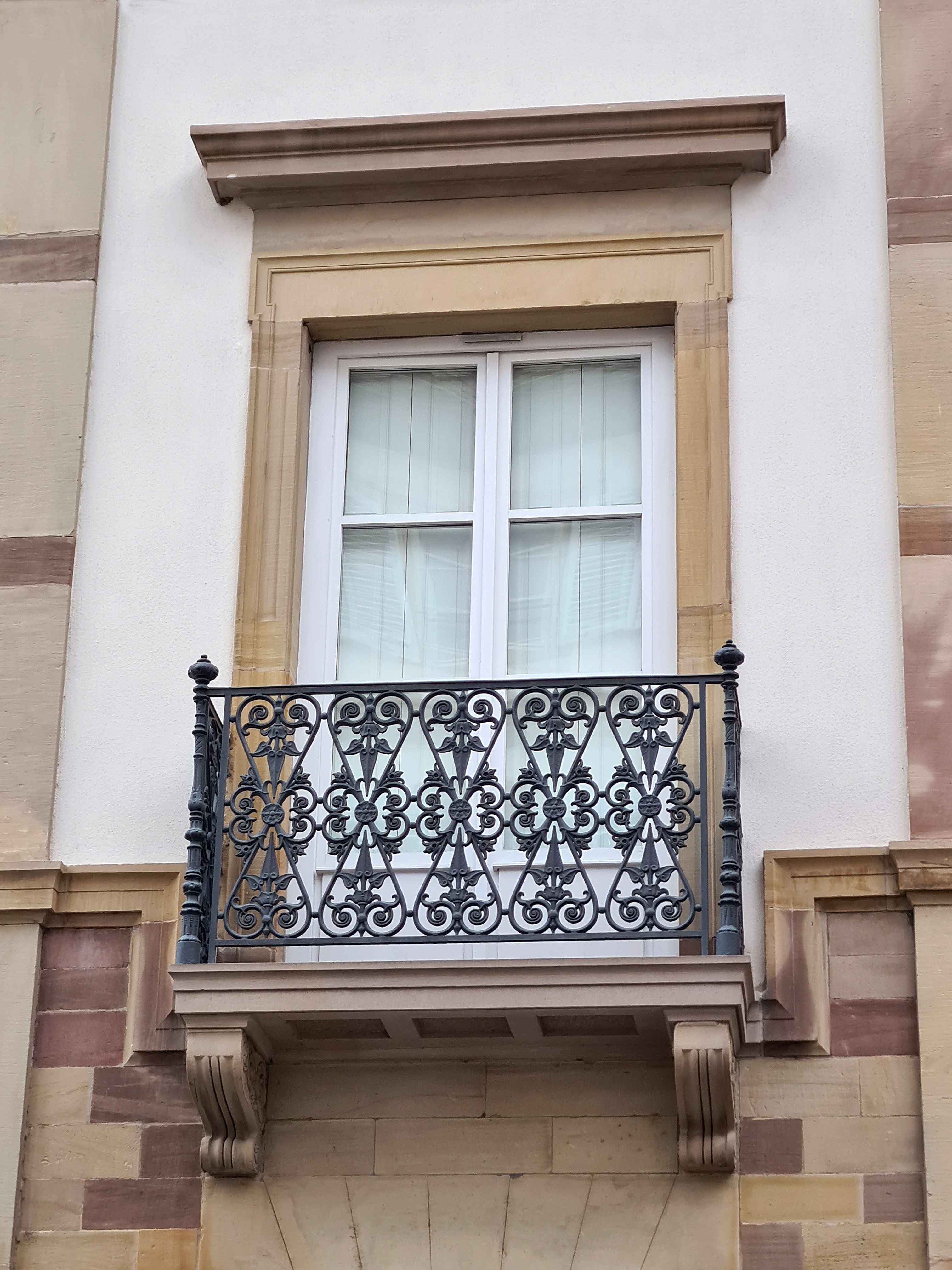
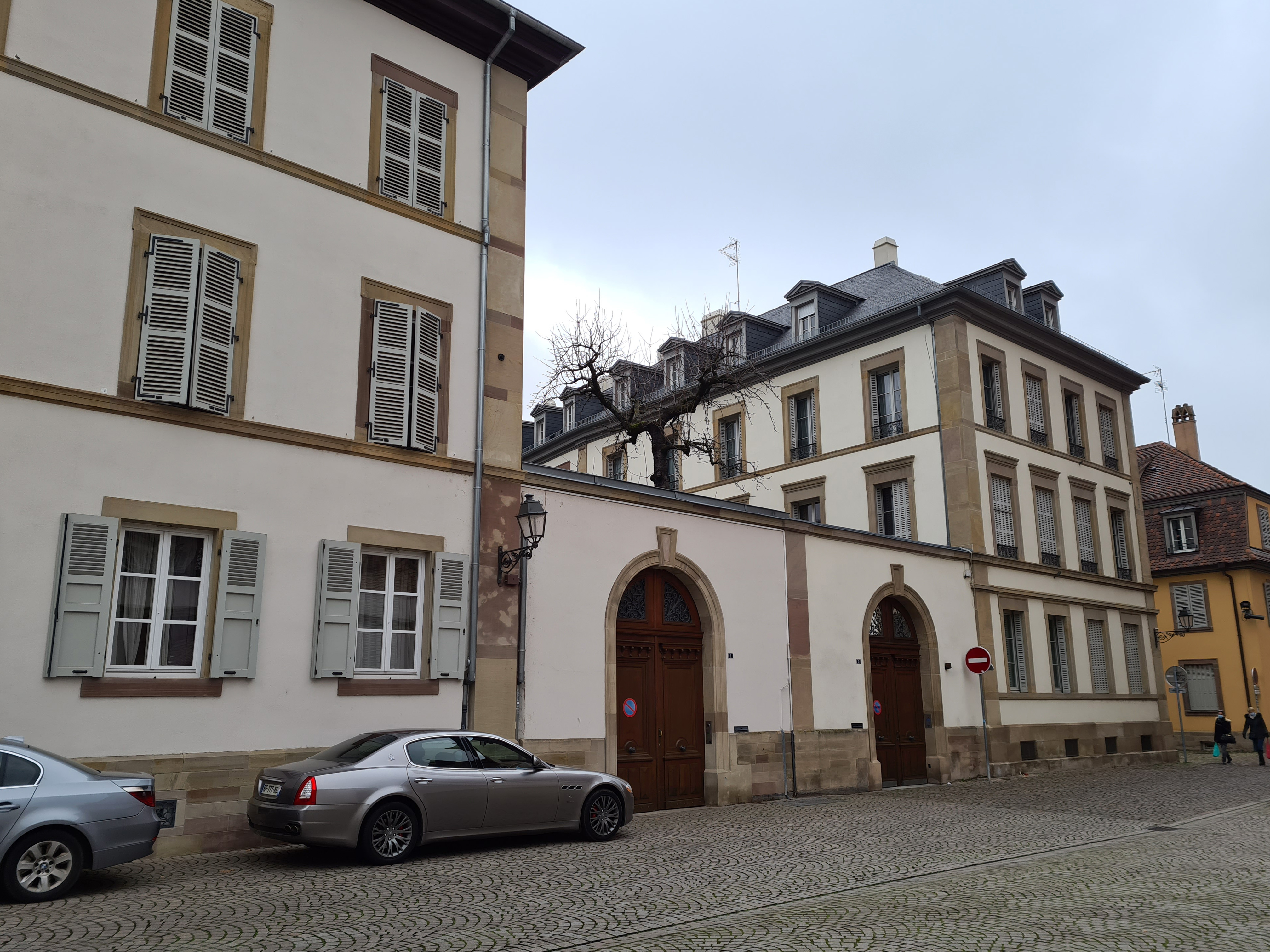
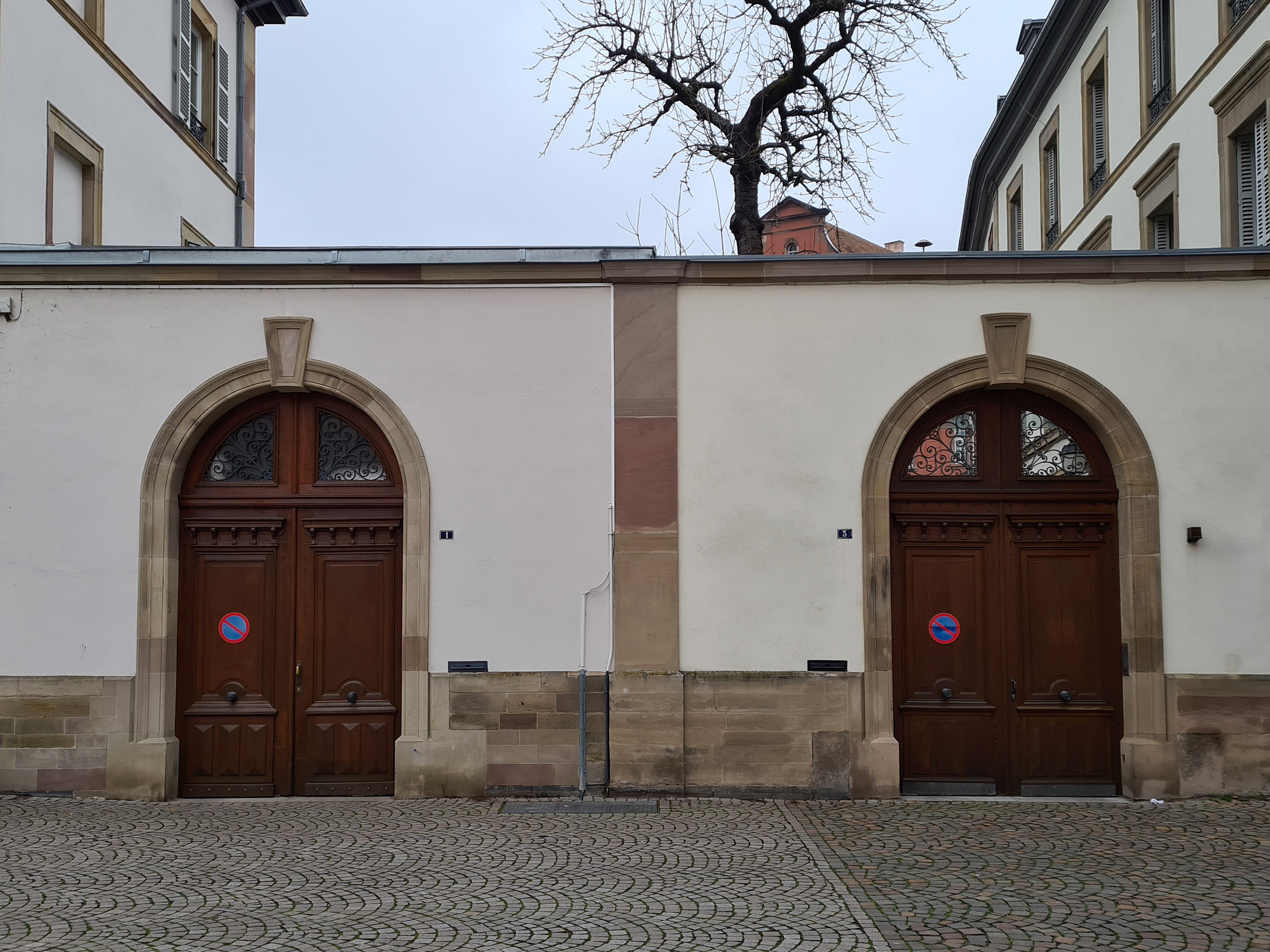
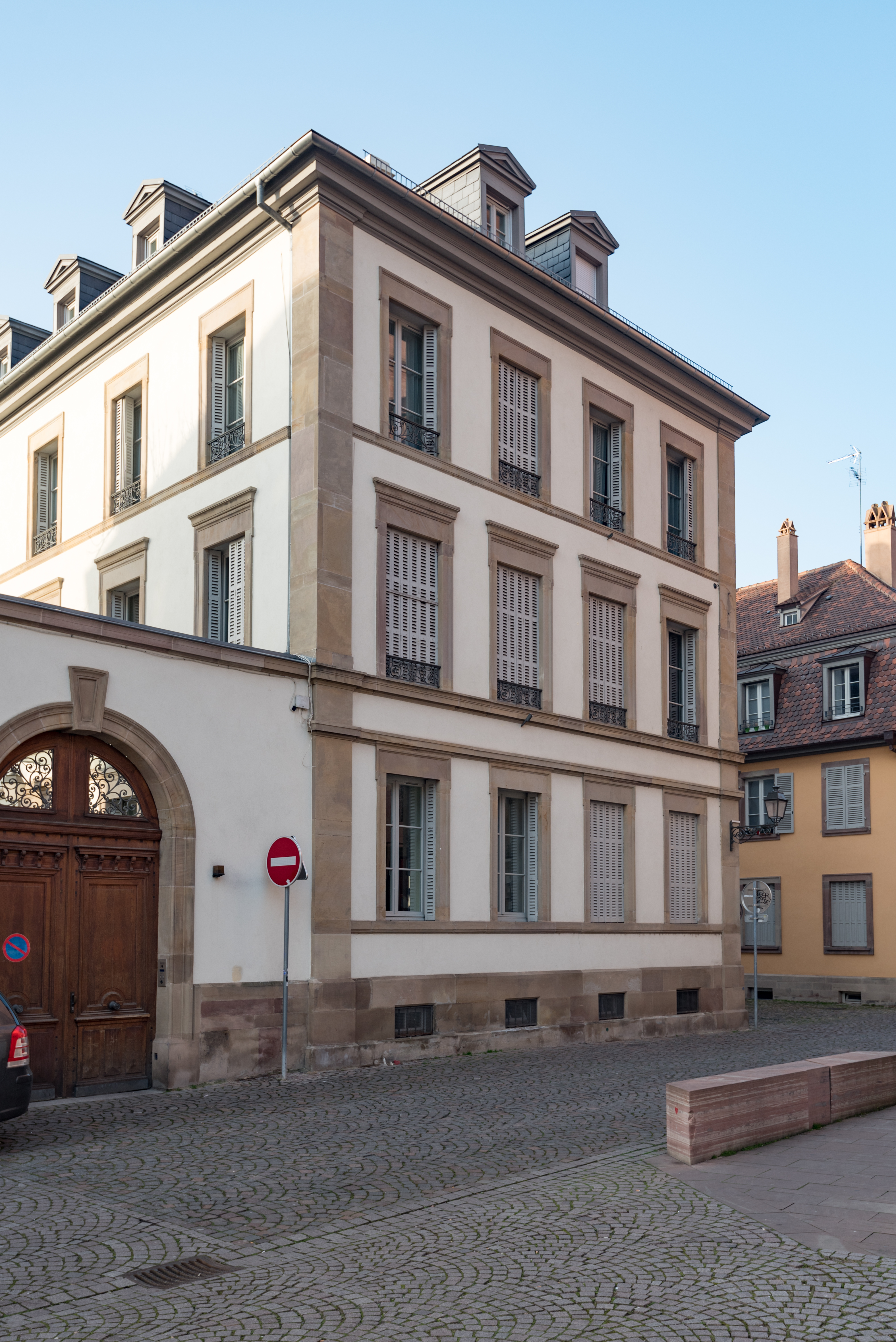

no 5Située à l'angle de la place Saint-Thomas, la maison, qui abrite le Centre de soins infirmiers des diaconesses, se trouve, au XIVe siècle, sur l'emplacement d'une forge, remplacée au XVe siècle par une balance publique.
no 11Cette maison était habitée vers la fin du XVIe siècle par le stettmeister Jean-Philippe de Kettenheim. Elle a d'abord porté les nos 7 et 8, puis 11 et 13. Le foyer Rodolphe-Peter y est domicilié.

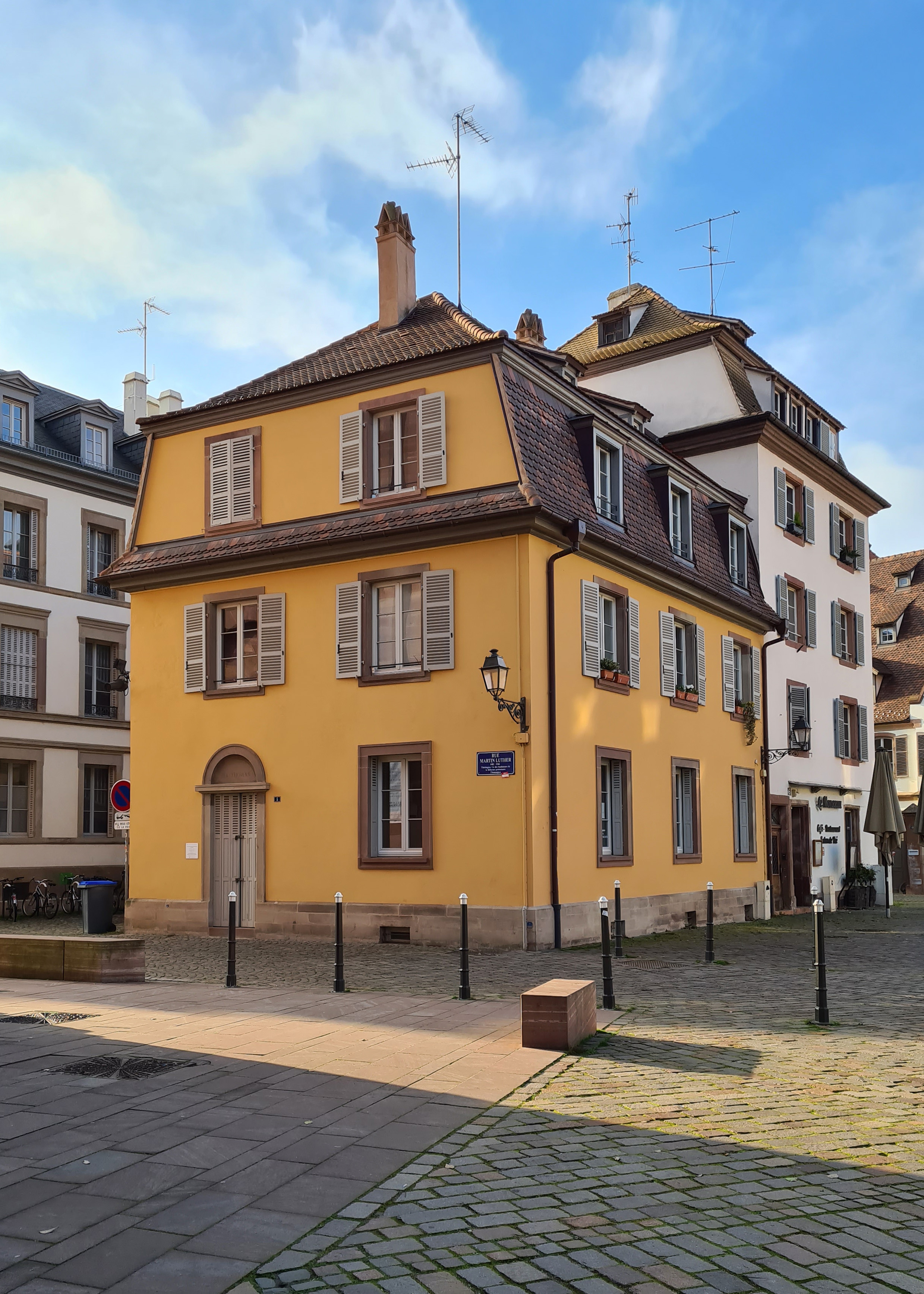
Centre de soins infirmiers des diaconesses.
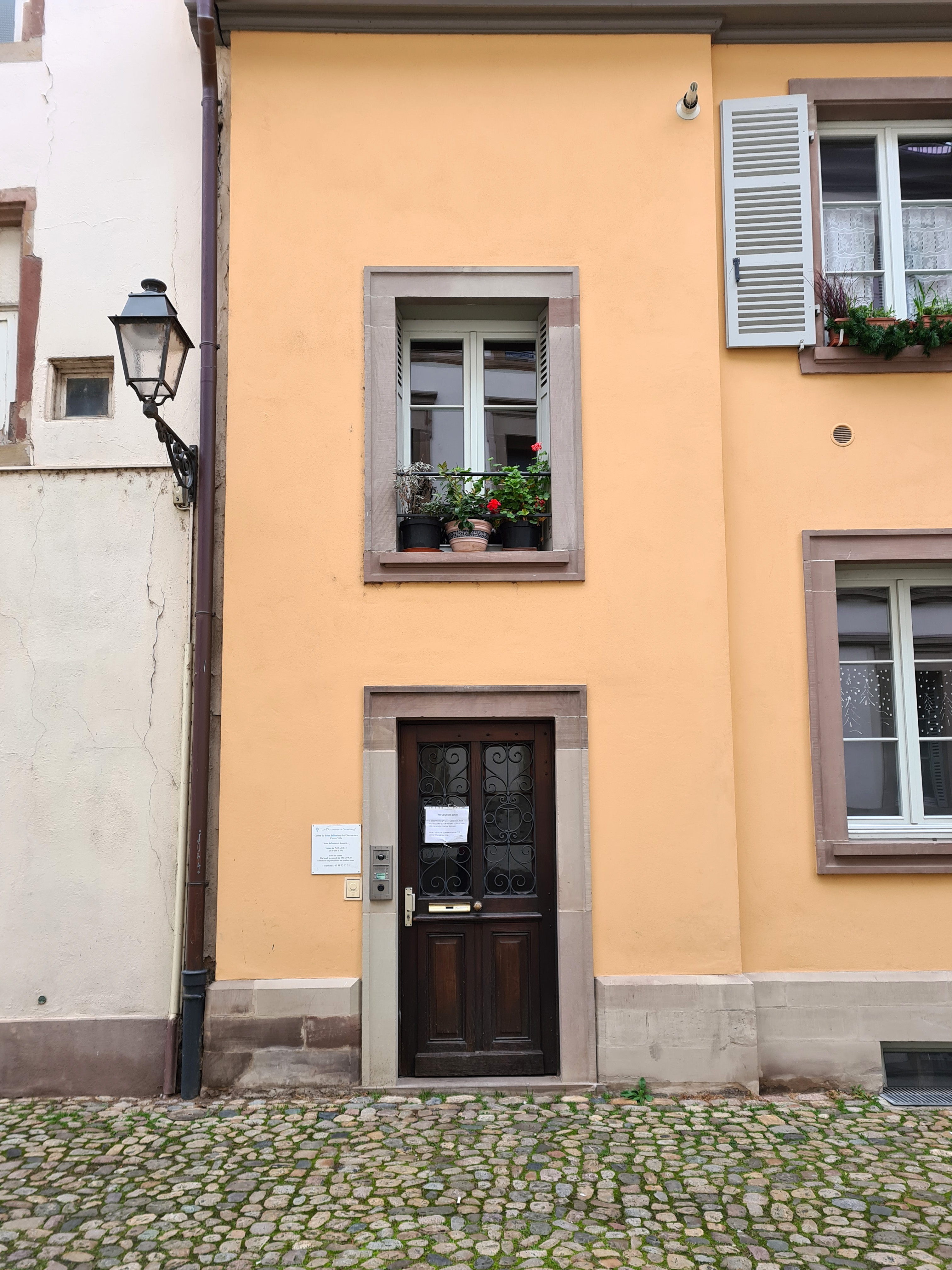
Entrée du centre de soins.
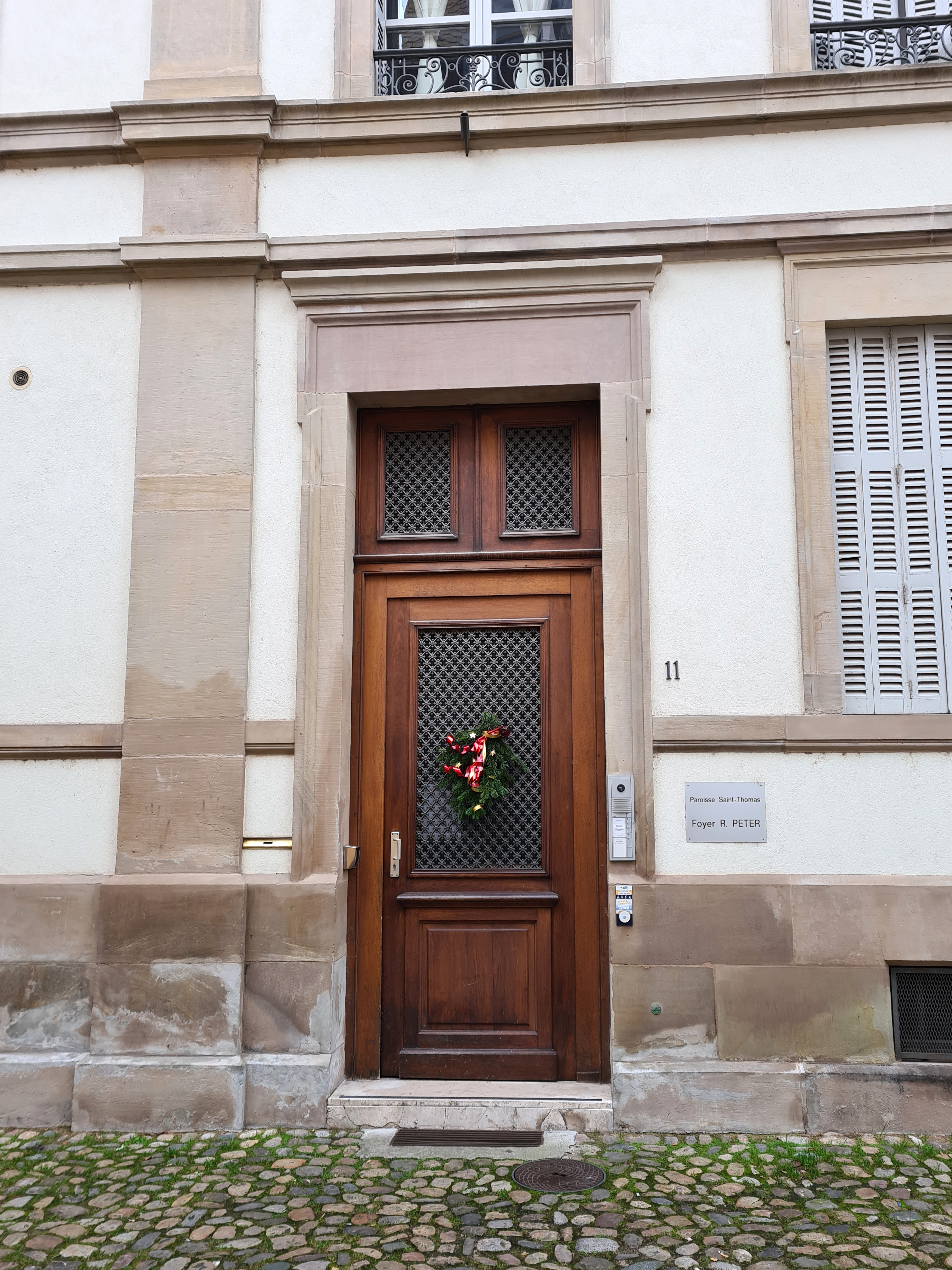
Foyer Rodolphe-Peter.

no 15À l'autre extrémité de la rue, qui forme l'angle avec la rue de la Monnaie, se trouvait le Doyenné du chapitre de Saint-Thomas. Martin Bucer y vécut de 1544 à 1549. En mai 1545 il y reçut Jean Calvin venu  intercéder pour les Vaudois persécutés. En 2019 une plaque commémorative est apposée sur l'édifice.

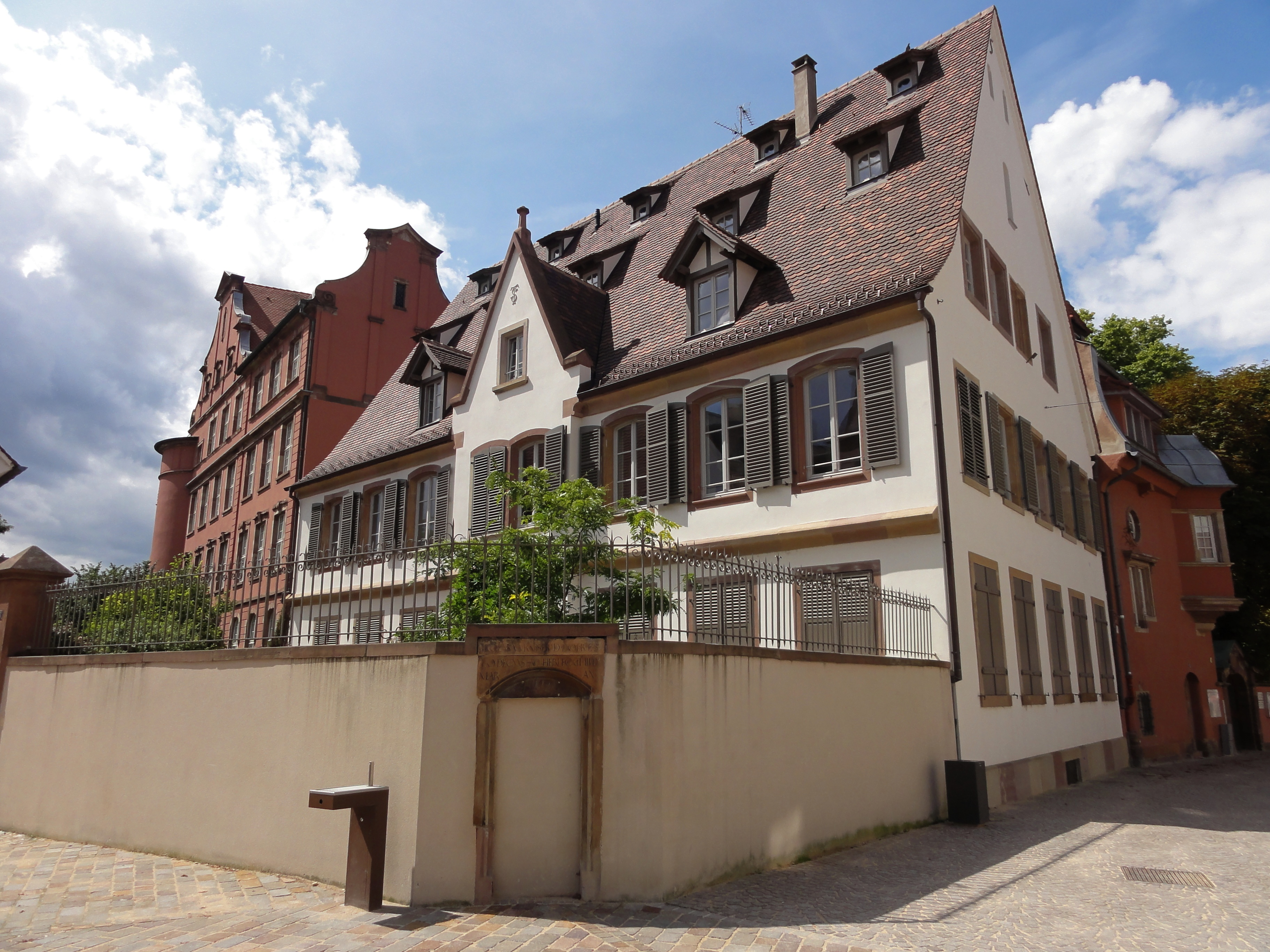
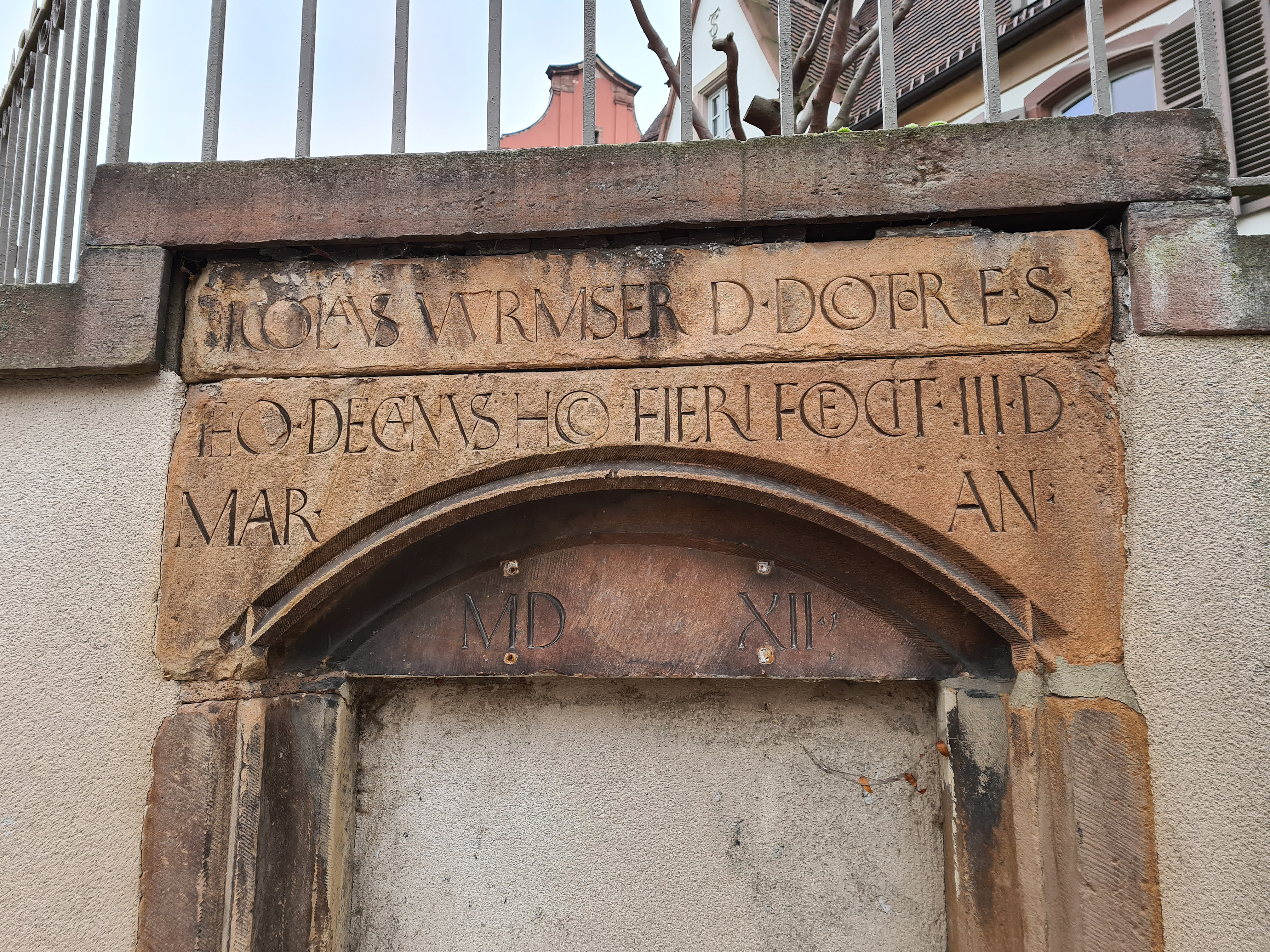
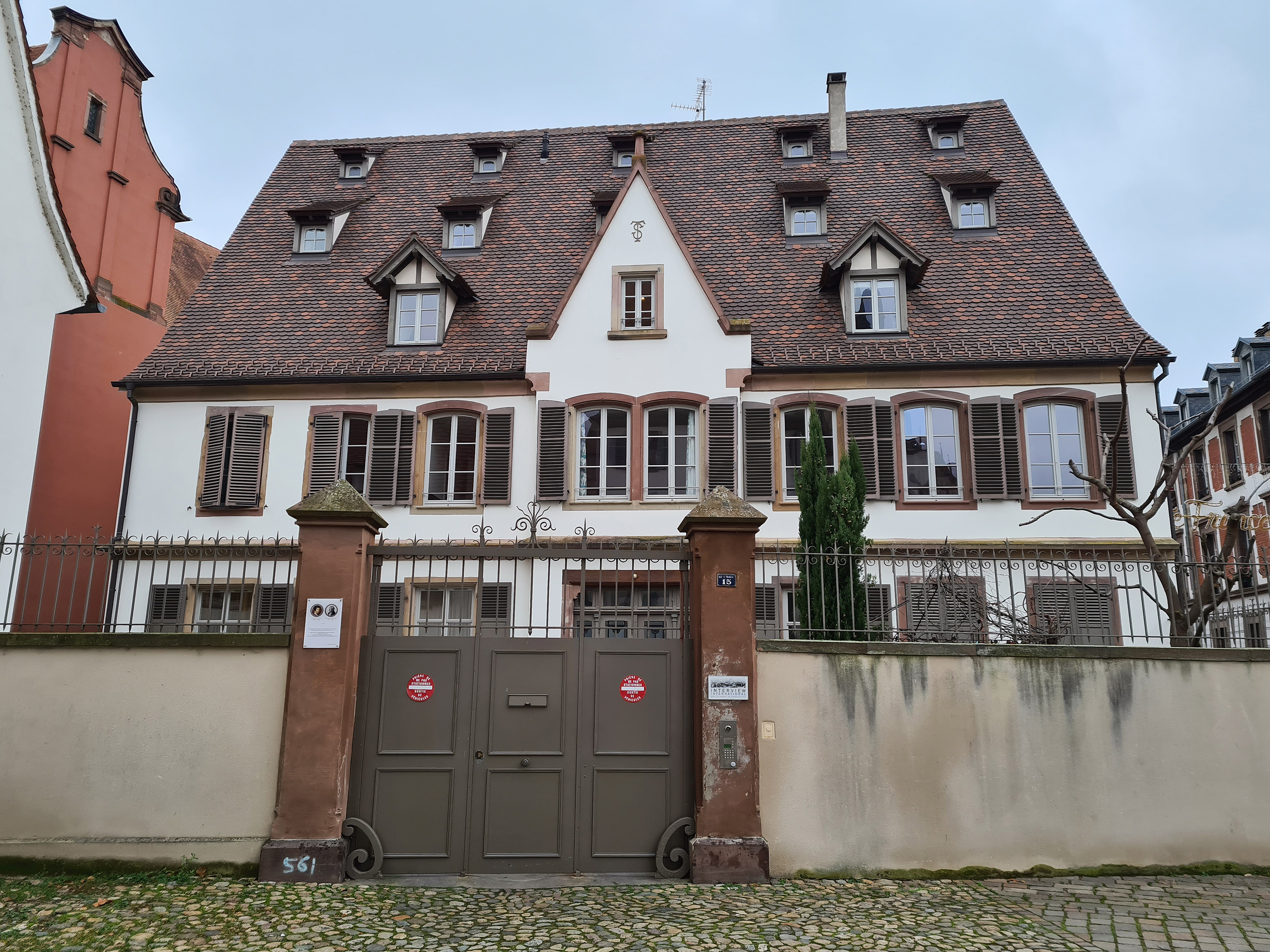
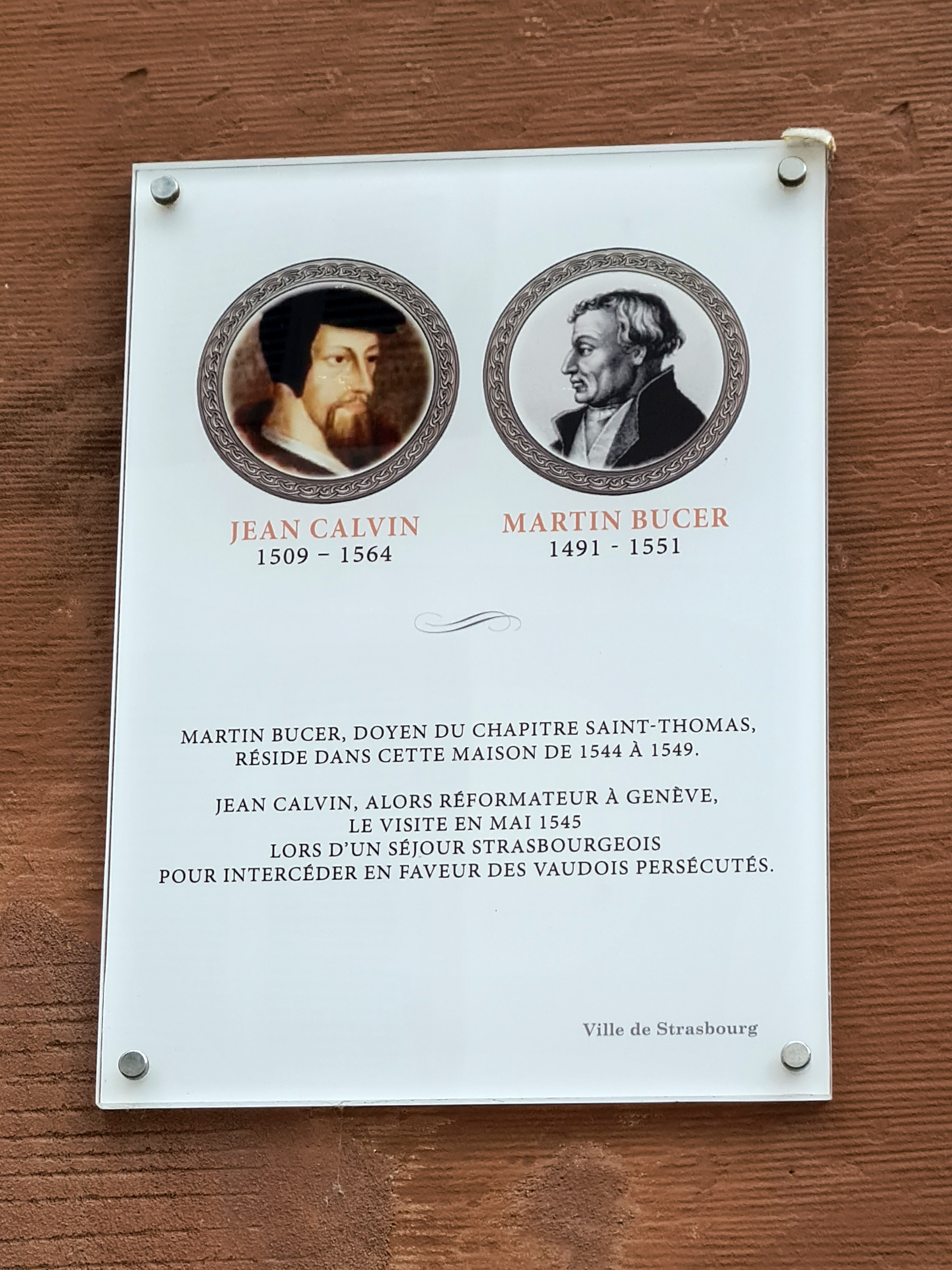
Plaque.

### Numéros pairs
Le côté pair de la rue est principalement occupé, dans sa partie centrale, par la façade occidentale de l'église Saint-Thomas et ses dépendances. Au sud, près du quai, elle forme l'angle avec le bâtiment de l'ancien Séminaire protestant de Strasbourg. Au nord elle longe la place Saint-Thomas.

Façade de l'église donnant sur la rue.
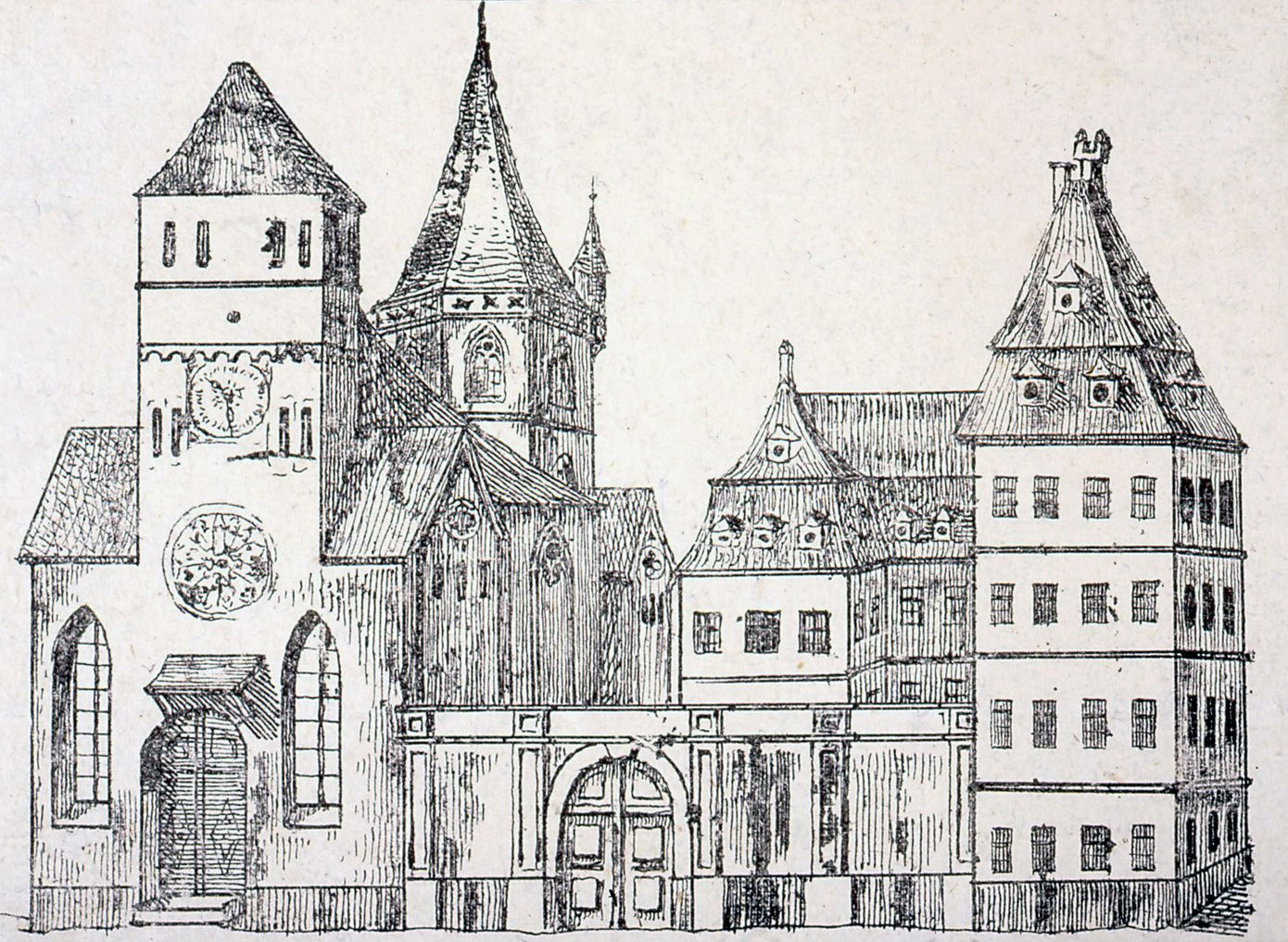
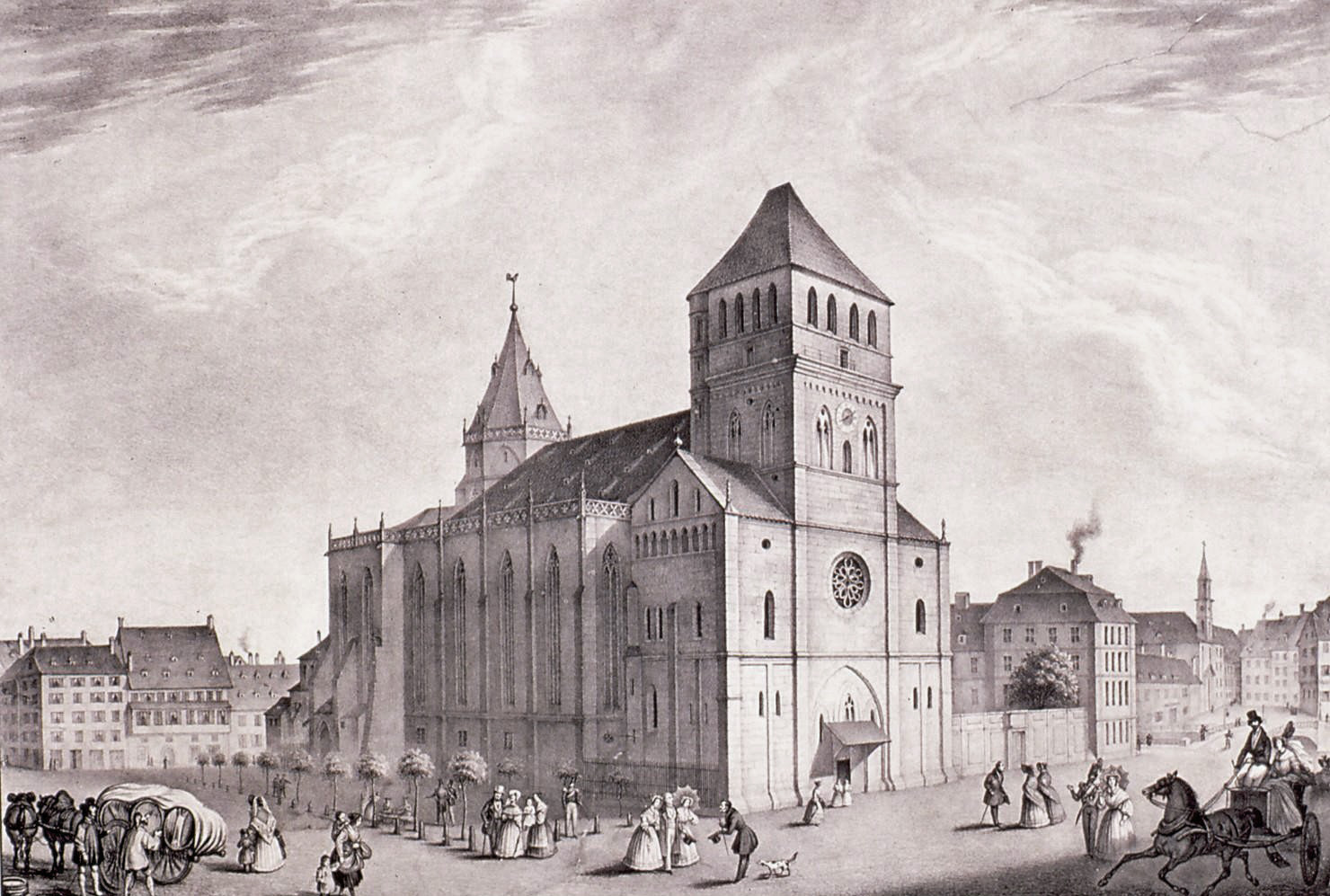
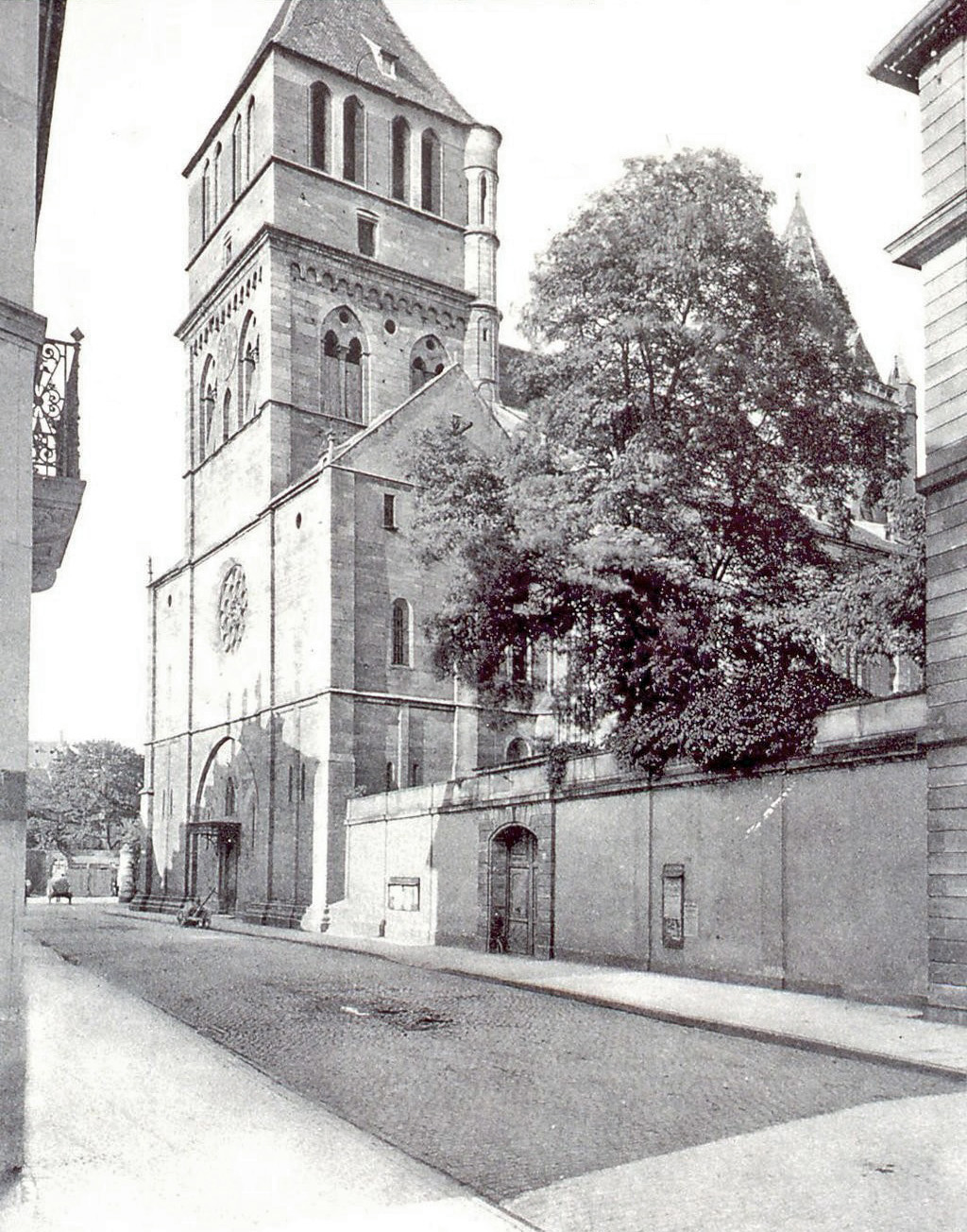
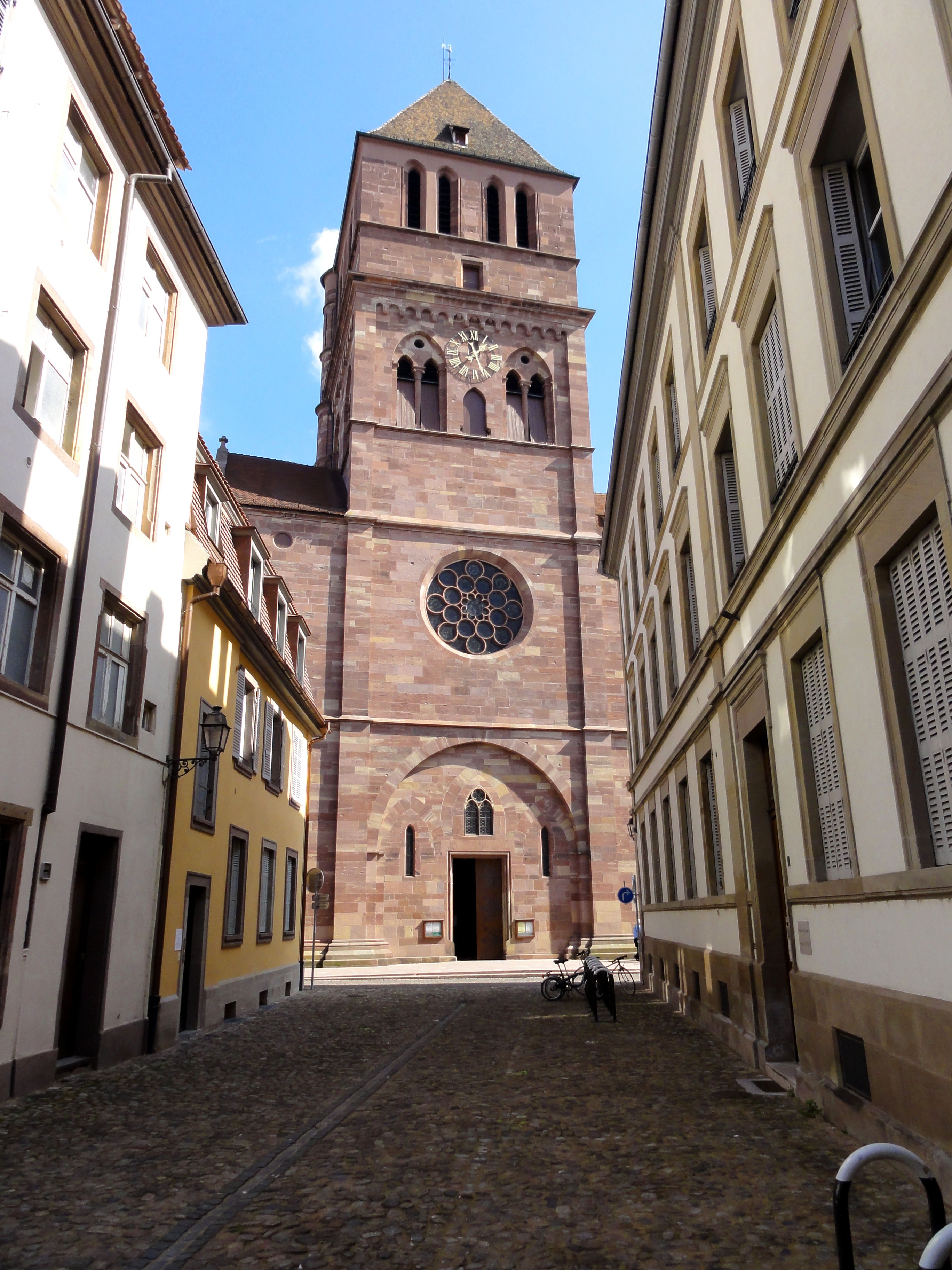